# Danh sách đĩa đơn quán quân Hot 100 năm 2000 (Mỹ)

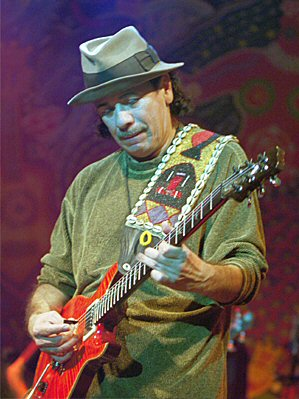
"Maria Maria" của Santana là đĩa đơn đứng đầu bảng lâu thứ 2 năm 2000, với 10 tuần liên tiếp.

Billboard Hot 100, công bố hàng tuần bởi tạp chí Billboard,  là bảng xếp hạng các đĩa đơn  thành công nhất tại thị trường âm nhạc Hoa Kỳ. Các số liệu cho việc xếp hạng  được Nielsen SoundScan tổng hợp chung dựa trên doanh số đĩa thường và  nhạc số và tần suất phát trên sóng phát thanh. Trong năm 2000, tổng cộng có 17 đĩa đơn quán quân. Mặc dù chính xác là 18 đĩa đơn có mặt trong bảng xếp hạng với 53 lần phát hành của tạp chí trong suốt năm 2000, ca sĩ Santana với bài hát "Smooth" đứng đầu bảng xếp hạng từ năm 1999 nên không tính.
Trong năm này, bốn nghệ sĩ đã đạt được những đĩa đơn quán quân ở Mỹ đầu tiên của họ, ở vai trò hát đơn hoặc hợp tác, bao gồm Aaliyah, Creed, Matchbox Twenty, và 'N Sync. Nhóm nhạc nữ Destiny's Child và ca sĩ Christina Aguilera có được 2 đĩa đơn quán quân trong năm này. Có 2 đĩa đơn hợp tác đạt vị trí số 1 trên bảng xếp hạng: "Maria Maria" bởi Santana hợp tác với The Product G&B, và "Thank God I Found You" bởi Mariah Carey hợp tác Joe và 98 Degrees.
"Independent Women Part l" của nhóm nhạc Destiny's Child là đĩa đơn đứng đầu bảng lâu nhất năm 2000, với 11 tuần liên tiếp, kéo dài thêm 4 tuần tại bảng xếp hạng năm 2001. Maria Maria của Santana là đĩa đơn đứng đầu bảng lâu đứng thứ 2, trụ vững ở vị trí số một trong 10 tuần liên tiếp. Các đĩa đơn khác đứng đầu bảng lâu trong bảng xếp hạng bao gồm "Music" của Madonna và "Come on Over Baby (All I Want Is You)" của Christina Aguilera, đều kéo dài trong 4 tuần.

## Diễn biến bảng xếp hạng

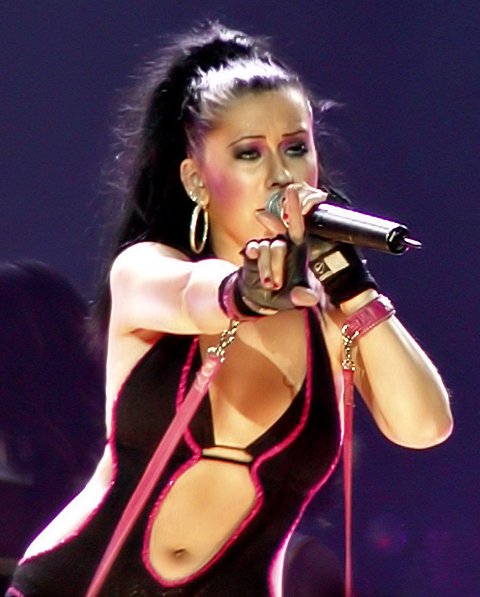
Ca sĩ nhạc pop Christina Aguilera có được đĩa đơn quán quân thứ 2 và thứ 3 là "What a Girl Wants và "Come On Over Baby (All I Want Is You)" ở Mỹ trong tổng cộng 6 tuần.

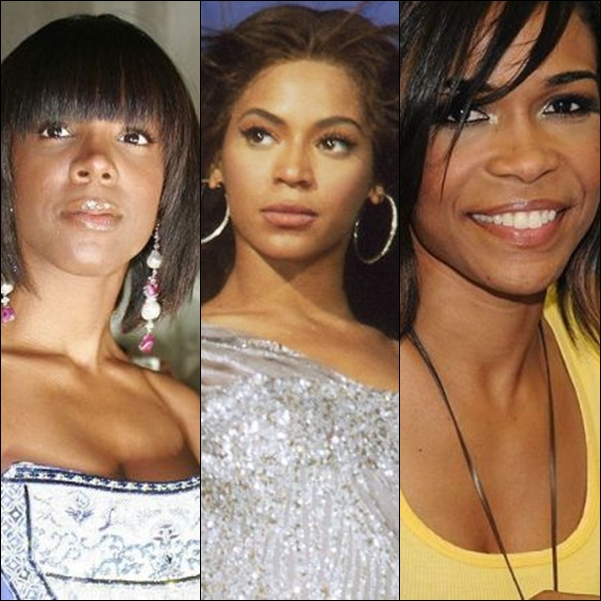
Nhóm nhạc nữ Destiny's Child có được đĩa đơn quán quân thứ 2 và thứ 3 là "Say My Name" và đĩa đơn đứng đầu bảng lâu nhất "Independent Women" với 11 tuần liên tiếp.

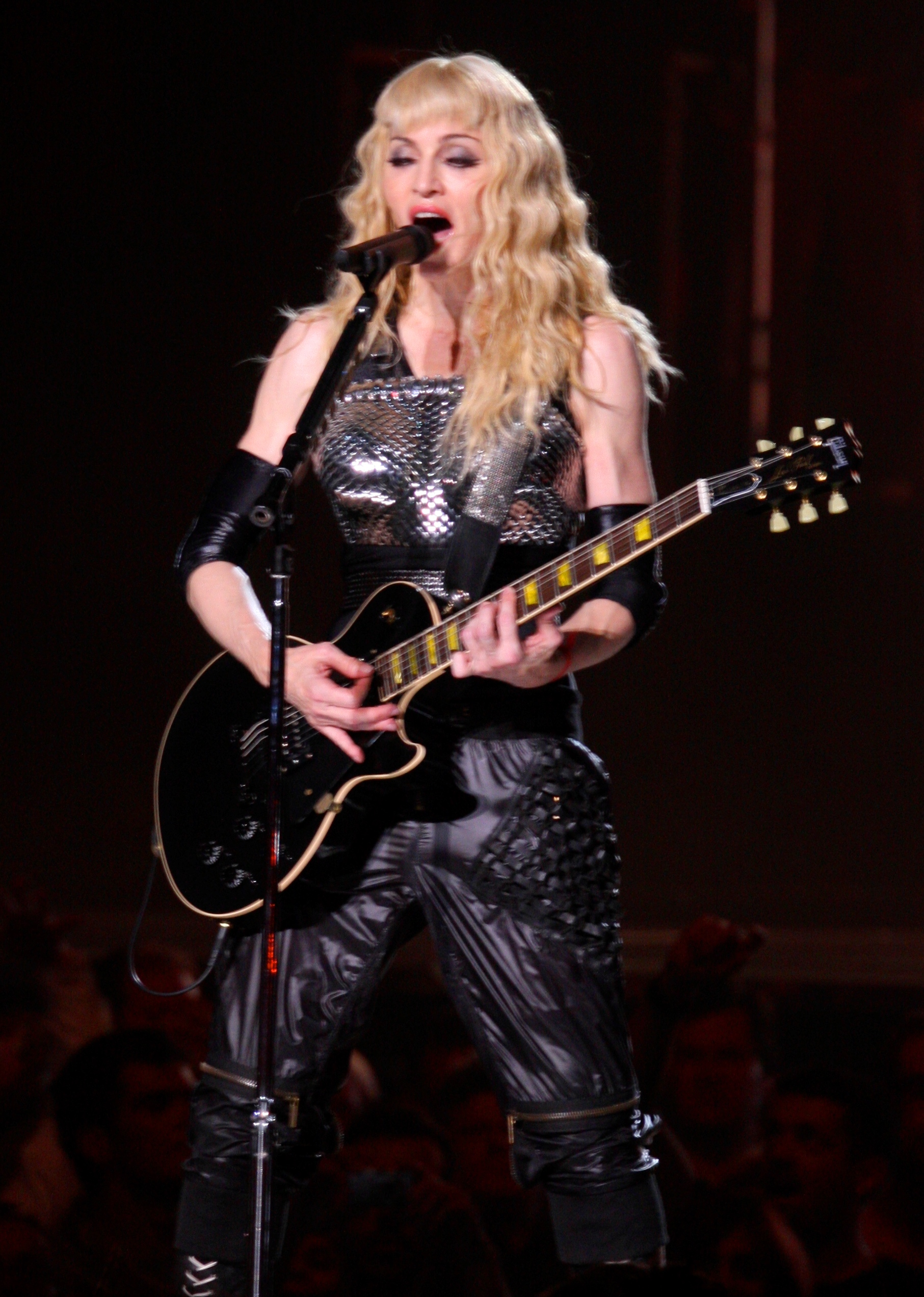
Ca sĩ Madonna có được đĩa đơn quán quân thứ 12 tại Mỹ mang tên "Music", đứng đầu bảng trong 4 tuần liên tiếp.

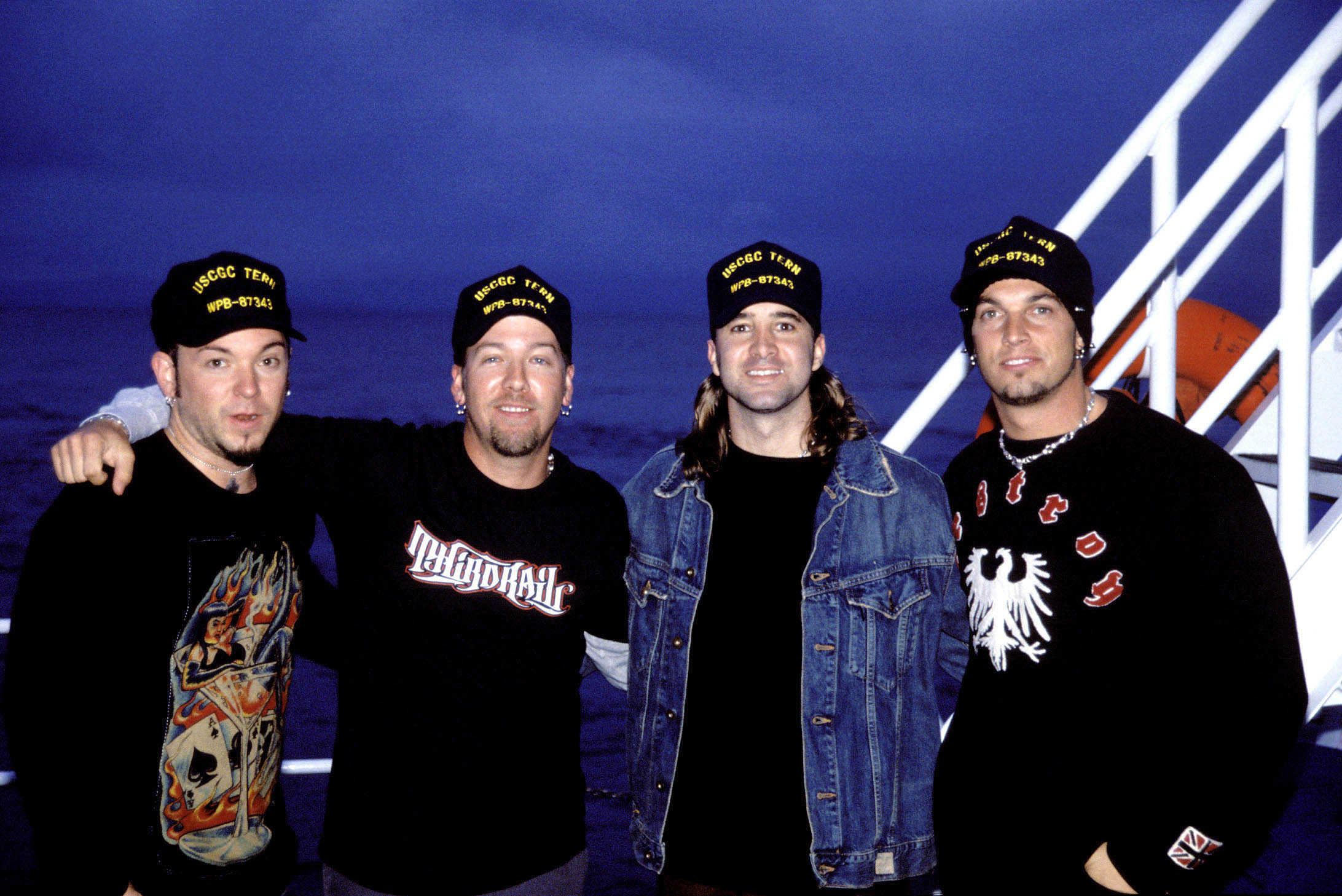
Rockband Creed kiếm được đĩa đơn quán quân đầu tiên của nhóm "With Arms Wide Open" tại Hoa Kỳ và trụ tại vị trí này trong một tuần.

Dưới đây là danh sách các đĩa đơn đã đạt vị trí quán quân trên  Bilboard Hot 100 hàng tuần trong năm 2000.
| Ngày phát hành | Ca khúc                                 | Nghệ sĩ                                    | Chú thích     |
| -------------- | --------------------------------------- | ------------------------------------------ | ------------- |
| 1 tháng 1      | "Smooth"                                | Santana hợp tác với Rob Thomas             | [ 3 ]         |
| 8 tháng 1      | "Smooth"                                | Santana hợp tác với Rob Thomas             | [ 4 ]         |
| 15 tháng 1     | "What a Girl Wants"                     | Christina Aguilera                         | [ 5 ]         |
| 22 tháng 1     | "What a Girl Wants"                     | Christina Aguilera                         | [ 6 ]         |
| 29 tháng 1     | "I Knew I Loved You"                    | Savage Garden                              | [ 7 ]         |
| 5 tháng 2      | "I Knew I Loved You"                    | Savage Garden                              | [ 8 ]         |
| 12 tháng 2     | "I Knew I Loved You"                    | Savage Garden                              | [ 9 ]         |
| 19 tháng 2     | "Thank God I Found You"                 | Mariah Carey hợp tác với Joe và 98 Degrees | [ 10 ]        |
| 26 tháng 2     | "I Knew I Loved You"                    | Savage Garden                              | [ 11 ]        |
| 4 tháng 3      | "Amazed"                                | Lonestar                                   | [ 12 ]        |
| 11 tháng 3     | "Amazed"                                | Lonestar                                   | [ 13 ]        |
| 18 tháng 3     | "Say My Name"                           | Destiny's Child                            | [ 14 ]        |
| 25 tháng 3     | "Say My Name"                           | Destiny's Child                            | [ 15 ]        |
| 1 tháng 4      | "Say My Name"                           | Destiny's Child                            | [ 16 ]        |
| 8 tháng 4      | "Maria Maria"                           | Santana hợp tác với The Product G&B        | [ 17 ]        |
| 15 tháng 4     | "Maria Maria"                           | Santana hợp tác với The Product G&B        | [ 18 ]        |
| 22 tháng 4     | "Maria Maria"                           | Santana hợp tác với The Product G&B        | [ 19 ]        |
| 29 tháng 4     | "Maria Maria"                           | Santana hợp tác với The Product G&B        | [ 20 ]        |
| 6 tháng 5      | "Maria Maria"                           | Santana hợp tác với The Product G&B        | [ 21 ]        |
| 13 tháng 5     | "Maria Maria"                           | Santana hợp tác với The Product G&B        | [ 22 ]        |
| 20 tháng 5     | "Maria Maria"                           | Santana hợp tác với The Product G&B        | [ 23 ]        |
| 27 tháng 5     | "Maria Maria"                           | Santana hợp tác với The Product G&B        | [ 24 ]        |
| 3 tháng 6      | "Maria Maria"                           | Santana hợp tác với The Product G&B        | [ 25 ]        |
| 10 tháng 6     | "Maria Maria"                           | Santana hợp tác với The Product G&B        | [ 26 ]        |
| 17 tháng 6     | "Try Again"                             | Aaliyah                                    | [ 27 ]        |
| 24 tháng 6     | "Be with You"                           | Enrique Iglesias                           | [ 28 ]        |
| 1 tháng 7      | "Be with You"                           | Enrique Iglesias                           | [ 29 ]        |
| 8 tháng 7      | "Be with You"                           | Enrique Iglesias                           | [ 30 ]        |
| 15 tháng 7     | "Everything You Want"                   | Vertical Horizon                           | [ 31 ]        |
| 22 tháng 7     | "Bent"                                  | Matchbox Twenty                            | [ 32 ]        |
| 29 tháng 7     | "It's Gonna Be Me"                      | 'N Sync                                    | [ 33 ]        |
| 5 tháng 8      | "It's Gonna Be Me"                      | 'N Sync                                    | [ 34 ]        |
| 12 tháng 8     | "Incomplete"                            | Sisqó                                      | [ 35 ]        |
| 19 tháng 8     | "Incomplete"                            | Sisqó                                      | [ 36 ]        |
| 26 tháng 8     | "Doesn't Really Matter"                 | Janet                                      | [ 37 ]        |
| 2 tháng 9      | "Doesn't Really Matter"                 | Janet                                      | [ 38 ]        |
| 9 tháng 9      | "Doesn't Really Matter"                 | Janet                                      | [ 39 ]        |
| 16 tháng 9     | "Music"                                 | Madonna                                    | [ 40 ]        |
| 23 tháng 9     | "Music"                                 | Madonna                                    | [ 41 ] [ 42 ] |
| 30 tháng 9     | "Music"                                 | Madonna                                    | [ 43 ]        |
| 7 tháng 10     | "Music"                                 | Madonna                                    | [ 44 ]        |
| 14 tháng 10    | "Come on Over Baby (All I Want Is You)" | Christina Aguilera                         | [ 45 ]        |
| 21 tháng 10    | "Come on Over Baby (All I Want Is You)" | Christina Aguilera                         | [ 46 ]        |
| 28 tháng 10    | "Come on Over Baby (All I Want Is You)" | Christina Aguilera                         | [ 47 ]        |
| 4 tháng 11     | "Come on Over Baby (All I Want Is You)" | Christina Aguilera                         | [ 48 ]        |
| 11 tháng 11    | "With Arms Wide Open"                   | Creed                                      | [ 49 ]        |
| 18 tháng 11    | "Independent Women Part I"              | Destiny's Child                            | [ 50 ]        |
| 25 tháng 11    | "Independent Women Part I"              | Destiny's Child                            | [ 51 ]        |
| 2 tháng 12     | "Independent Women Part I"              | Destiny's Child                            | [ 52 ]        |
| 9 tháng 12     | "Independent Women Part I"              | Destiny's Child                            | [ 53 ]        |
| 16 tháng 12    | "Independent Women Part I"              | Destiny's Child                            | [ 54 ]        |
| 23 tháng 12    | "Independent Women Part I"              | Destiny's Child                            | [ 55 ]        |
| 30 tháng 12    | "Independent Women Part I"              | Destiny's Child                            | [ 56 ]        |